# إستر فليش
إستر فليش (بالبرتغالية: Esther M. Flesch‏) هي محامية برازيلية، ولدت في 1967 في ساو باولو في البرازيل.